# Vieux Palais de Darmstadt
Le Vieux Palais (en allemand : Alte Palais) de Darmstadt était la résidence des grands-ducs de Hesse. 
Construit entre 1802 et 1804 par l'architecte Michael Mittermeyer, il est restauré et agrandi par Georg Moller entre 1839 et 1842. Il accueille alors nombre d'événements liés à la vie de la maison de Hesse, comme la naissance de Georges de Battenberg en 1892 ou le mariage de la princesse Alice de Battenberg avec André de Grèce en 1903.
Nationalisé après la révolution allemande de 1918-1919 et la proclamation de la République en Hesse, le Vieux Palais abrite ensuite le bureau des impôts de Hesse (vers 1922), le ministère du Travail et de l'Économie de Hesse (en 1928), puis le bureau de règlement de l'État (en 1935).
Lourdement endommagé au cours de la Seconde Guerre mondiale, il est finalement rasé pour être intégré à la Luisenplatz (de).